# Puntas de Cinco Sauces
Puntas de Cinco Sauces ist eine Ortschaft in Uruguay.

## Geographie
Puntas de Cinco Sauces befindet sich auf dem Gebiet des Departamento Tacuarembó in dessen Sektor 8 in der Cuchilla de Pereira. Nächstgelegene Ansiedlungen sind im Südwesten Punta de Carretera und im Süden Las Toscas, während in westlicher Richtung Pueblo del Barro und Ansina zu finden sind. Die sich im Norden erstreckende Gegend trägt die Bezeichnung Cuchilla del Marco, im Südwesten liegt an die Cuchilla de Pereira anschließend die Cuchilla del Hospital. Östlich bis südöstlich des Ortes befinden sich in einigen Kilometern Entfernung der Cerro Conversas, der Cerro Grande und der Cerro de las Quejas. In unmittelbarer Ortsnähe haben fünf Flüsse ihre Quelle. Dies sind der Bañado de los Cinco Sauces, der Bañado de Fagúndez, der Arroyo del Moribundo, der Arroyo de María Mole und der Bañado de los Molles.

## Einwohner
Beim Census 2011 betrug die Einwohnerzahl von Puntas de Cinco Sauces 51, davon 28 männliche und 23 weibliche. Für die vorhergehenden Volkszählungen der Jahre 1963, 1975, 1985 und 1996 sind beim Instituto Nacional de Estadística de Uruguay keine Daten erfasst worden.
| Jahr | Einwohner |
| ---- | --------- |
| 1963 | -         |
| 1975 | -         |
| 1985 | -         |
| 1996 | -         |
| 2004 | 48        |
| 2011 | 51        |

Quelle: Instituto Nacional de Estadística de Uruguay